# Prêmio Al Rio
Prêmio Al Rio foi uma premiação brasileira destinada a homenagear artistas brasileiros de quadrinhos com destaque no mercado nacional e internacional. O nome foi uma homenagem ao quadrinista de mesmo nome. Os artistas laureados recebiam troféus de reveleção e destaque regional, nacional e internacional.
A premiação era associada à GeekExpo, então o principal evento geek do Ceará, cuja primeira edição ocorreu em 2015. Os troféus para os vencedores do Al Rio eram entregues durante o evento. A última edição do prêmio ocorreu em 2018, que também foi a última edição da GeekExpo, que foi "absorvida" pelo evento Sana Fest neste ano.

## Premiados

### 2015
| Categoria              | Vencedores        |
| ---------------------- | ----------------- |
| Revelação              | Sirlanney         |
| Destaque regional      | Mino              |
| Destaque nacional      | Adão Iturrusgarai |
| Destaque internacional | Cris Peter        |

### 2016
| Categoria              | Vencedores       |
| ---------------------- | ---------------- |
| Revelação              | Talles Rodrigues |
| Destaque regional      | Daniel Brandão   |
| Destaque nacional      | Lu Cafaggi       |
| Destaque internacional | Ed Benes         |

### 2017
| Categoria              | Vencedores      |
| ---------------------- | --------------- |
| Revelação              | Blenda Furtado  |
| Destaque regional      | Geraldo Jesuíno |
| Destaque nacional      | Vitor Cafaggi   |
| Destaque internacional | Geraldo Borges  |

### 2018
| Categoria              | Vencedores  |
| ---------------------- | ----------- |
| Revelação              | Ise Nishi   |
| Destaque regional      | JJ Marreiro |
| Destaque nacional      | Fabio Coala |
| Destaque internacional | Dijjo Lima  |